# Andrij Plachotnjuk

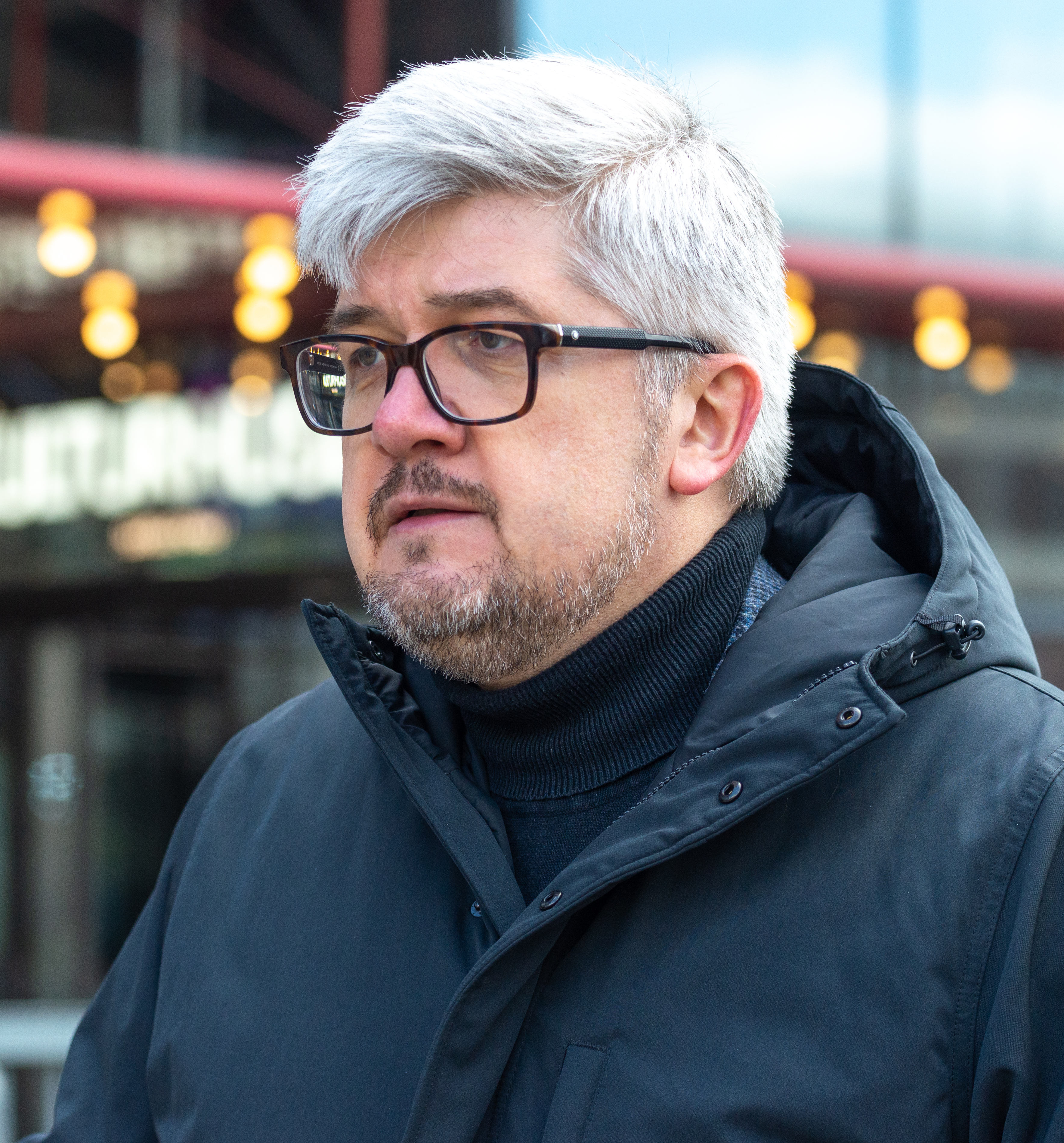
Andrij Plachotnjuk (2022)

Andrij Micholajowytsch Plachotnjuk (ukrainisch Андрій Миколайович Плахотнюк; * 1. August 1975 in Charkiw) ist ein ukrainischer Diplomat. Seit Oktober 2020 ist er Botschafter der Ukraine in Schweden.